# Macaranga subpeltata
Macaranga subpeltata är en törelväxtart som beskrevs av Karl Moritz Schumann och Carl Karl Adolf Georg Lauterbach. Macaranga subpeltata ingår i släktet Macaranga och familjen törelväxter. Inga underarter finns listade i Catalogue of Life.